# Bambina (Lil Jolie)
Bambina è il primo EP della cantautrice italiana Lil Jolie, pubblicato il 27 maggio 2022 dall'etichetta Warner Music Italy.

## Descrizione
Il progetto discografico si compone di nove brani scritti dalla stessa Lil Jolie con la collaborazione di autori e produttori, tra cui Andy Panigada, Michele Lamonica, in arte CloseListen, Giorgio Pesenti, in arte Okgiorgio, Piero Baldini, in arte Ketama126, e Jeremy Buxton.

## Tracce
1. Sola – 2:27 (Federico Bertollini)
2. Bambina – 2:59 (testo: Angela Ciancio, Valentina Sanseverino – musica: Angela Ciancio, Giorgio Pesenti, Valentina Sanseverino)
3. CQFP (Quando fuori piove) – 2:18 (testo: Angela Ciancio – musica: Giorgio Pesenti)
4. Tarassico e lacrime artificiali (feat. Edonico) – 3:14 (testo: Angela Ciancio, Nicolò Anese – musica: Angela Ciancio, Giorgio Pesenti)
5. Soliloquio (feat. Vale LP) – 3:01 (testo: Angela Ciancio, Valentina Sanseverino)
6. SDA (Sangue dell'anima) (feat. Carl Brave e Pretty Solero) – 3:52 (testo: Angela Ciancio, Carlo Luigi Coraggio, Sean Michael Loria, Valentina Sanseverino – musica: Andrea Scatolini, Michele Lamonica)
7. Panico (feat. Ketama126) – 2:35 (testo: Angela Ciancio, Piero Baldini – musica: Michele Lamonica, Piero Baldini, Simone Borrelli)
8. Dove corri? – 2:44 (testo: Angela Ciancio – musica: Giorgio Pesenti)
9. Regole (feat. Carl Brave) – 3:03 (testo: Angela Ciancio, Carlo Luigi Coraggio, Valentina Sanseverino – musica: Giorgio Pesenti)